# Morelos (Zacatecas)
Morelos é um município mexicano do estado de Zacatecas.